# SCP財団
SCP財団（エスシーピーざいだん、英: SCP Foundation, SCPF）は、2008年に開設された共同創作コミュニティサイトであると共に、その作品内部に登場する組織の総称。
サイトの主な創作物は、「自然法則に反した異常な物品・存在・現象・場所など（異常存在、アノマリー、SCPオブジェクト、SCiP）」の収容手順やそのアノマリーの異常性の説明を記した報告書であるが、その他にもアノマリーやSCP財団に関する様々な形式の掌編（サイト内では「財団Tale・Tale」と呼ばれる）がコミュニティ参加者により執筆されている。これらはWiki形式のウェブサイトに投稿され、まとめられている。
サイト内の創作物は共通の背景設定に大まかに従うことが求められており、その多くがホラー小説やSFの要素を持つ。また創作物は一部を除きクリエイティブ・コモンズ 表示-継承 3.0（CC BY-SA）ライセンスにより公開されている。

## 概要

### フィクションとしてのSCP財団
作中におけるSCP財団は、「自然法則を逸脱した異常な生物・物品・現象・場所（これらはSCP-173のように識別子で呼称される）の捕捉・研究を世界政府より委任された秘密組織」という設定である。財団はアノマリーが一般市民の目に触れれば彼らの日常生活や正常な感覚を揺るがすだけでなく、場合によっては人類の生存そのものを脅かしかねないと考えており、そのため財団は集団パニックや予想される混乱を避け、人類の文明を正常に機能させるためアノマリーを秘密裏に保管し、また一部のアノマリーについては、将来の脅威に対処するための知識を求めて研究を行っている、という設定になっている。
以上の目的のために財団は保護下にある一つ一つのアノマリーについて「特別収容プロトコル（Special Containment Procedures）を記した報告書を作成している」という設定になっており、これらの報告書にはアノマリーを安全な状態に留めるための手段、その性質の説明、財団による実験や研究の記録などが科学論文のような筆致でまとめられている。この設定に従って創作された架空の報告書が現実世界におけるSCP財団の主な創作物であり、この文書もSCPと呼ばれる。ただし、作中でのSCPは本来文書の略称とされ、アノマリーそのものを指す用語であるSCiPと区別される。

### 創作コミュニティとしてのSCP財団
サイトにはキーワード検索や記事一覧といったWikiとしての基本的な機能が備わっている。また、議論や情報交換のためのフォーラムや執筆者向けのガイドもサイト内で提供されている。自分の書いた作品をサイトに投稿するには、まず申込フォームを通じた参加申請を行ってサイトメンバーになる必要がある。全ての作品には専用の議論ページと投票ボックスが設置され、サイトメンバー同士の建設的な批評を受けることができる。投稿できる記事に制限はないが、クオリティを保つための仕組み作りが考えられており、投票で否定的評価の多かったものはスタッフによって削除される。また時折、決められた期間で提示されたテーマに沿った創作を行い、出来た作品を評価し合う創作コンテストも開催されている。
SCP財団には大元である英語サイトの他に、英語以外の言語を使用するサイトがそれぞれ存在しており、これらはSCP財団の支部という位置づけである。支部は英語の創作物の翻訳のほか、SCP財団の背景設定に従ったその言語独自の創作物も執筆している。子サイトであるInternational Translation Archive(SCP-INT)では、支部で制作された作品の一部が英語に翻訳されたうえで、投稿されている他、支部を含めたSCPコミュニティ全体の交流の場として機能している。
Wikiサイトのほかにも、行政サービスやメンバー間の交流を目的としてDiscordやInternet Relay Chat（IRC）などに公式なチャットルームを設けているほか、RedditにはSCP財団の創作物に関するフォーラム（サブレディット）がある。またFanFiction.netなど外部の二次創作サイトにはSCP財団が登場する無数の二次創作小説や他作品とのクロスオーバー小説も投稿されている。SCP財団についての創作を投稿している人々の中にはプロの創作関係者もおり、例として脚本家のマックス・ランディスがいる。姉妹サイトとして"The Wanderer's Library"が存在し、同世界観かつ別視点がメインとなる執筆活動の場となっている。

## 歴史
SCP財団が登場する創作物の起源は、英語圏の大型匿名掲示板・4chanの /x/ （超常現象板）にある。2007年に投稿されたクリーピーパスタの「SCP-173」（後述）をきっかけに、同様の内容を模した作品が多数投稿されるようになった。その過程でSCP財団の設定が創造・共有されていき、そのまとめサイトが2008年の1月にEditThis Wikiに開設された。同年7月にサイトはポーランドのWikiホスティングサイト、Wikidotに移り、以後の作品は直接Wikiページとして投稿されるようになった。2024年時点で、サイトには7,000を超えるSCPが投稿されており、そして新しいものも頻繁に追加されている。
2018年6月6日、SCP本部がプライド月間を記念しLGBT連帯の表明として期間中ロゴをレインボーカラーにすることに反発したスタッフが分派としてRPC機構(RPC Authority（英語）RPC-JP（日本語）)を設立した。
「SCP-173」の記事内に掲載されている写真は彫刻家の加藤泉が制作した『無題2004』のものであるが、SCP財団の制作コミュニティ側がそのことについて連絡を取ったのは2014年のことであり、芸術作品としてのコンセプトとは無関係ながらも、すでにコミュニティが形成されていたこともあって厚意により使用許可を得ている。「SCP-173」記事ページやSCP財団全体のライセンスガイドには、その扱いに格別の注意と尊重を求める旨が掲載されている。2022年2月、当該作品の持つ文脈の毀損や悪質な利用者の存在といった諸課題への対処として写真の削除が提案され、後日削除された。

## 大まかな設定
SCP財団の設定に確固たるものはなく、著者や読者らそれぞれの解釈に委ねられている。これらそれぞれの解釈はカノン（正典）と呼ばれている。それぞれの報告書やTaleは、著者らがそれぞれのカノンを共有したうえで、それぞれ独立したストーリーの元に執筆されている。それらはしばしばリンクされ、より大きな物語となることも有る。なかでも多くの著者に使用されているカノンはタグシステムに登録される場合がある。また、著者らは世界観や登場人物、アノマリーなどを集めて独自のカノンを作ることができる。これらは多数存在し、基本コンセプトを紹介するためのハブページを持っている。
各創作物の多くは空想科学（SF）やアーバンファンタジー、ホラーなどのジャンルを含むものであり、都市伝説や終末もの、メタフィクションなど様々な趣向のものも含まれる。このような形態から、各記事の間では設定の矛盾も生じうる。

### SCP報告書
SCP財団のWikiにおいて、作品の多数を占めるのはアノマリーの「特別収容プロトコル」という設定で書かれた独立記事である 。標準的な特別収容プロトコルではまずアノマリーに固有の識別番号を割り振る。またその関連物に枝番号を割り振る場合もある。次にアノマリーの収容の難しさに応じて下述のオブジェクトクラスを割り振る。次に適切な特別収容プロトコルと安全対策を概説したあと、件のアノマリーの解説に入る。加えて、画像、研究記録、打ち消し線による情報の更新なども記事に含まれることがある。記事は科学論文らしい調子で書かれ、しばしば黒塗りなどの演出上の検閲がなされている。これらはプレーンテキストのみで表現されるとは限らず、画像やハイパーリンクによる表現が同時に用いられることもある。

### 財団Tales
財団コミュニティは何百もの「財団Tales（ざいだんテイルズ、Foundation Tales）」を創作している。これらの「Tale」はSCP記事と同じ世界設定の中で、主に世界観内のキャラクターや特定のアノマリーに焦点を当てたり言及する物語である。 Gregory Burkartはブラムハウス・プロダクションズ上で、これらの財団Taleは暗く陰鬱な調子であることも多いが、時に「驚くほど明るい」ものもあることを指摘している。

### オブジェクトクラス
各SCP報告書にはテンプレートとして「オブジェクトクラス」の項が設けられ、そのアノマリーの収容難易度を測る指標となっている。アノマリーが収容から逸脱した状態は「収容違反」と呼ばれ、収容違反の中には宇宙の消滅など、最悪の結末を迎えるものもある（世界終焉シナリオ）。以下は代表的なオブジェクトクラスだが、特定のオブジェクトの物語性をさらに豊かにする目的で特殊なものが使用されることもある。
Safe（セーフ）
現時点において安全かつ確実に収容できるか、対象を故意に活性化させない限り異常な現象は発生しないというものが、このクラスに分類される。必ずしも異常な現象が発生しても財団職員や全人類に影響はないという意味でない。
Euclid（ユークリッド）
性質が不明であるか予測ができない場合のものが、このクラスに分類される。常に信頼できる収容が不可能ではあるが、Keterほどの危険性がない。自我や知性を持つ異常存在に対しても、「それ自身が思考・活動することにより本質的に予測不可能である」という観点から、通常はこちらに分類される。性質が判明するか再分類が行われるまで一時的に割り振られることもある。
Keter（ケテル）
財団職員及び全人類に対する危険性もしくは文化面や物理法則の変容と言った社会、文明に著しく損害を与える存在で、また収容時に複雑な手順を要するか現時点で財団による収容ができない場合にこのクラスに分類される。SCP財団はこれらのオブジェクトも収容できるようにすることを目標としているが、最後の手段として破壊されることもある。

上述通り設定は大まかで流動的なものであり、このほかにもいくつかのオブジェクトクラスがある。
俗に箱（SCP財団）とその内容物（オブジェクト）という例え方もある。例としては、
- 箱に入れたとき、（ほぼ）安全性が確立される→Safe
- 箱に入れたとき、現状、安全である→Euclid
- 箱に入れたとき、容易く破られる→Keter

など

### 財団職員
アノマリーに関わる財団職員の職種は多岐にわたるがSCP報告書やTaleに特に多く登場する職種は、アノマリーを研究する「研究員・博士」、現地で調査を行う「フィールドエージェント」、エージェントや研究要員より選抜された精鋭もしくは専門技能を持つ者達である「機動部隊員」がある。
職員にはセキュリティ・クリアランスが0～5の6段階に分けて設けられており、権限が大きいほど上位のクリアランスを有している。クリアランス5を有する監督者からなるO5評議会が財団の活動全体を監督している。
アノマリーの実験や探査などで消耗される役割の職員は「Dクラス職員」と呼ばれ、主に犯罪者が雇用されている（死刑囚など罪が重い者ほど危険性が高いオブジェクトの実験に回される）。ただし出自設定はカノンによって異なる場合があり、またその雇用形態についても「一定期間後に解放される」「一定期間後に殺害される」「死亡する前提で雇用されている」「一定期間ごとに記憶処理を施されて『一定期間後に解放される』と思わされ続けている」など様々で、確固たる設定はなく記事執筆者ごとの判断による。また、報告書中に「（特定のDクラス職員を）終了する」といった記述がある場合、財団がDクラス職員を「解放する」とも「無力化する」とも、あるいは「死亡させる」とも解釈できるが、実際どういったことが行われているかは読者の見解に委ねられる形となる。
メタ的には財団職員が執筆者のアバターとして機能する場合があり、自身の作品をまとめたページに設定を記述している執筆者も存在する。

### 要注意団体
作品世界内においてアノマリーを認知もしくは扱う組織はSCP財団だけではなく、財団とは活動理念こそ異なるものの状況に応じて協力する組織や、財団に敵対的で危険視されている組織、自らアノマリーを作製する組織なども存在する。これらの組織は「要注意団体（Group of Interest）」と呼称される。ファンコミュニティでは"GoI"という略称がよく用いられており、同様に「要注意人物（Person of Interest）」、「要注意領域（Location of Interest）」のような類似用語に対しても"[頭文字]oI"といった形式の略語が用いられることが多い。
また、サイトとしてのSCP財団にはGoIフォーマットという創作形態が存在し、そこでは特定の要注意団体目線の記事が執筆されている。
世界オカルト連合（Global Occult Coalition, GOC）
国連の下部組織であり、イルミナティ、カルト宗教団体、占い師等の陰謀論に関連する組織を連合した組織。正確な加盟団体数は不明だが有力な108の組織による「108評議会」と呼ばれる存在が組織の意識決定を行っていることから少なくとも100を越える団体が加盟していると思われる。目的は財団と同様「人類から異常存在を遠ざけ安全を確保すること」だが、方針は財団が「確保、収容、保護」なのに対しGOCは「異常存在の徹底破壊」であり、方針の違いから財団と対立している。一方で目的は同じなため他団体よりは話が通じやすいというのがお互いの認識で、事案によっては共同作戦が行われる時もある。
蛇の手
小規模ながらこれまで幾度となく財団を悩ませ続けた組織。高度な知能と技術を持つアノマリーを多数所持しており、特に指導者と思われる女性「L.S」は単独で二度も財団のセキュリティを突破し重要なアノマリーの収容違反を起こさせている。組織の本部は「放浪者の図書館」と呼ばれる異空間に存在し、かつ世界中のどこかに出現するポータルを通過しなければこの空間に入ることは出来ず特定は難しいとされている。この組織の目的は「すべての異常存在や超状的現象を認め、それを全人類に公表すべきである」であり、目的の根本的な違いから財団だけでなく財団と同じ目的で活動するGOCとも敵対している。
株式会社プロメテウス研究所
これまでアノマリーを含む様々な異常存在を作り上げてきた高度な技術開発能力をもつ企業。SCP財団やGOCなどアノマリーを扱う様々な組織を顧客としているが、それ以外にも一般的な食洗機などを製造する大手電気メーカーとしての一面を持ち、またアメリカ政府と秘密契約を結んだうえで兵器開発を行う軍事企業でもあった。しかし冷戦終結後の異常存在の軍事利用に対するアメリカ政府の関心が薄れたことで顧客が減り、会社は倒産。元社員や資料を財団が収集し、最終的に本部が原因不明の大爆発を起こし再起不能になった。
カオス・インサージェンシー
元々は財団の機動部隊であり、いくつかのアノマリーを無断で盗み離脱した組織。私的利益のためにアノマリーを利用する一方、世界の権力基盤を統合するために活動しているとされている。貧困国などの環境を利用し、過激な実験や徴兵、反乱組織とのビジネスを続けており、異常非異常を問わず勢力の拡大に力を注いでいる。前述の他、攻撃によりデータや財産の喪失や盗難、職員の死亡を招いていることもあり、財団はインサージェンシーと直接敵対している。
マーシャル・カーター＆ダーク株式会社
イギリスのロンドンを拠点にしてアノマリーを販売する企業。発見したアノマリーを先進国の人々に高く売りつけることを生業としており、アノマリーをダイヤモンドに見立て「アフリカではいくらでも取れる石であるにもかかわらず、ミドルクラスには価値のあるものだと思わせる金持ち」という喩えも行われている。社員数は100名以下と少数であり、財団及びGOCと敵対している。
マナによる慈善財団
世界的な慈善事業団体。異常性のないボランティア活動も行っているが、貧困地帯の病気や飢えを解決するためにアノマリーを使用している。しかし、構成員の多くはアノマリーに関する知識が十分ではないため逆にそれらの地域に対し惨事を引き起こしてしまうこともしばしばというのが実情である。財団らは監視のためにエージェントを派遣し、若干ながらアノマリーとその用法を提供している。
連邦捜査局 異常事件課（FBI UIU）
連邦捜査局内に設立されたアノマリーの捜査機関。しかし、実態は意欲的だが知識のない捜査員に財源不足という有様で「X-ファイルもどき」「キャリアの袋小路」と呼ばれるほど活躍できない組織になっている。
財団も協力体制を取っているが、信頼のおける相手としては見ていないようである。
サメ殴りセンター（Shark Punching Center, SPC）
サメ及びサメ型のアノマリーに対し攻撃を行うことを目的としたグループ。この団体に襲撃を受けたサメ型のアノマリーを財団が保護することもある。元は「SCP」を「SPC」と打ち間違えた執筆者達によるジョークから創造された団体であり、攻撃対象のサメに対し財団と同じような報告書を作成している。
その他
おもちゃの体裁でアノマリーを作り出す「ワンダーテインメント博士」、アノマリーを作り出すアーティスト集団「Are We Cool Yet?」、魔術や血肉を崇拝する「サーキック・カルト」、その敵対団体で機械やサイバネティクスを崇拝する「壊れた神の教会」など、様々な団体がSCP報告書に登場する。また、各国の支部ごとに独特の団体が登場する。

## SCPの事例
各記事にはメタタイトルと呼ばれるサイトとしてのSCP財団で用いられるタイトルがつけられている。

### 本部のオブジェクト
SCP-173
- メタタイトル：彫刻 - オリジナル
- オブジェクトクラス：Euclid
- コンクリート製の生きた彫刻。目にした人間が視線を逸らすか瞬きをした瞬間に高速で動き、首をへし折って殺害する。ずっと直視し続けている限りは動かない[26]。

加藤泉の『無題2004』を題材とした二次創作であり、「SCP財団」というコンテンツが生まれる起源となった作品でもある。ライセンスの関係に基づき、2022年2月に画像はコミュニティの決定により自発的に削除された。
SCP-087
- メタタイトル：吹き抜けた階段
- オブジェクトクラス：Euclid
- 建物や地形を無視してひたすら果てしなく降下する階段。中は暗闇で、外部から持ち込んだ照明も一定以上の距離を照らすことができない。下層からは助けを求める子供の泣き声が聞こえてくるが、どれだけ降下しても声の発生源に近づくことはない。また、泣き声を発する子供とは別に、瞳孔の無い人間の顔のようなものを持つ存在がいることが分かっている

本オブジェクトを原作としてゲーム作品も開発されている。
SCP-096
- メタタイトル：シャイガイ
- オブジェクトクラス：Euclid
- 身長約2.4メートルの痩せた人型実体。自分の顔を直接見た、あるいは写真や映像で間接的に見た相手を、殺害するまで追いかけてくる。なお、走行中のSCP-096を止める試みは、すべて失敗している。網膜に一瞬映っただけでも、写真に僅か4ピクセルしか写っていなくても反応する。なお、追跡時に顔を隠さないため、その顔を視界に入れた第三者も殺害の対象になる[28]。

SCP-245
- メタタイトル：SCP-RPG
- オブジェクトクラス：Safe
- 簡潔な特別収容プロトコルが記載されたオブジェクト。内容を知るためにはPC用RPGをプレイする必要がある[9]。

SCP-1356
- メタタイトル：ゴムのアヒル
- オブジェクトクラス：Safe
- ラバー・ダック。人間に保持されると、所有者を中心にして周囲の水を移動させて乾燥空間を生成する[26]。

SCP-2639
- メタタイトル：ビデオゲーム・バイオレンス
- オブジェクトクラス：Keter→Euclid
- 不特定地域に出現する1立方キロメートルの異常空間。デスクトップ型コンピュータであるSCP-2639-Cがビデオゲームをホスティングしており、そのプレイヤーが人型実体のSCP-2639-Aとして出現する。SCP-2639-Aは現実世界をゲーム内世界と勘違いしており、NPCと見なした民間人や地元警察を虐殺する事件を何度も繰り返している。やがてSCP-2639-Aである3名は自身の行動がゲームではなく現実世界での虐殺だったと知り葛藤する[9]。
- のちの機動部隊オメガ-9”スクラブ”。

### 日本支部のオブジェクト
SCP-040-JP
- メタタイトル：ねこですよろしくおねがいします
- オブジェクトクラス：Safe
- とある村に放置されていた古い井戸小屋。その井戸小屋を訪れるとネコが「ねこ」という別の生き物に見え、「ねこ」の存在を周囲に伝えようとするようになる異常行動を取ってしまう。「ねこ」の情報が伝わった相手も同様の状態に陥り、以降は「ねこ」が人から人へ伝播してミーム汚染を広げていく。最終的には報告書自体も「ねこ」の影響を受けていることが読み取れる[29]。 現実のインターネットミームになっている項目でもある[29]。

SCP-1134-JP
- メタタイトル：爆転ニギリ スシブレード
- オブジェクトクラス：Euclid
- 日本人男性に類似する人型実体。寿司屋を経営しており、2名以上の来客があった場合、客を相手に「スシブレード」を開始する。スシブレードは「3、2、1、へいらっしゃい」という掛け声とともに寿司を円形の台の上で回転させ、ベイブレードのように寿司を衝突させて勝敗を決する競技である。勝利条件は相手の寿司を場外に押し出す、相手の寿司の回転を停止させる、相手の寿司の酢飯とネタを分離させる、の3通りがある[30]。

2022年に開催されたニコニコ超会議では本作を題材にスシブレードが出展した。高速回転する寿司を箸型の発射装置に装着し、湯呑で叩いて発射するという形式で再現された。

## 派生作品
SCP財団を題材とした派生作品は多数制作されている。以下に主なものを列挙するが、これらとは別に『CONTROL』や『ムシカゴ オルタナティブマーチ』『Lobotomy Corporation』など、SCP財団に影響を受けた作品も存在している。

### コンピュータゲーム
- SCP-087-B

Undertow Games が開発。前述のSCP-087を題材としたゲームであり、オブジェクトと同名のゲームにインスパイアされている。
- SCP - Containment Breach

Undertow Games が開発。SCP-087-Bの好評を受けて制作された。財団施設内を一人称視点で行動するホラーゲームであり、プレイヤーに武装はなく、SCP-173などのオブジェクトを回避して生き残る。
- SCP WANDER

miroefoxが開発。SCP-049（ペスト医師）を題材とした探索型ホラーゲーム。照明用のランタンや武装用のパイプやアサルトライフルを装備できる。2013年にリリースされたが、開発は中断された。
- SCP: Secret Laboratory

Undertow Games が開発。SCP - Containment Breach のリメイク版であり、2017年に無料公開された。マルチプレイ専用ゲームであり、オブジェクト・財団職員・要注意団体の3派に分かれてプレイできる。プレイヤー同士の対戦やオブジェクト視点でのプレイングはSCP財団を題材としたゲームとしては珍しい。
- SCP-087: Recovered document

SCP-087を題材とした、Dクラス職員のプレイヤーによる探索ゲーム。2018年1月に早期アクセスが解禁された。
- SCP022

2019年2月2日に無料公開された、SCP-022（死体安置所）を舞台とする脱出ゲーム。
- 器関ノ彷徨 -The will of a single Tale-

2019年2月15日に公開された、SCP財団日本支部を題材とした無料のアドベンチャー・シミュレーションゲーム。
- SCP: Blackout

2019年8月9日に早期アクセスが解禁された、収容違反の起きた財団施設からの脱出を図る、有料のサバイバルホラーゲーム。オリジナルのオブジェクトが多数登場する。
- SCP: The Foundation

Danstarr13が開発し、2020年8月28日に無料リリース予定。プレイヤーが最下級職員であるDクラス職員として施設内を探索するホラーゲーム。SCP-173をはじめとする5種類のオブジェクトの登場が発表されており、開発が進行するにつれて収録数は増える。オブジェクトだけでなく警備兵もプレイヤーに対する脅威として登場する。
- SCP: Lockdown

このプロジェクトをもとに作成されたMinecraftのMod。

### その他の媒体
- インセイン3 インセインSCP

河嶋陶一朗・冒険企画局による、2016年に新紀元社から発売されたTRPG。『インセイン』シリーズの第3作。SCP-076をはじめとする11体のオブジェクトや3本のシナリオが収録されている。
- 鏡の国のアイリス -SCP Foundation-

2018年に一二三書房から発売された、SCP財団の世界を舞台とした日日日によるオリジナルノベル。SCP-105（アイリス）をメインキャラクターの1人としている。
- ブラックチャンネル

きさいちさとしによる『コロコロコミック』連載漫画、およびそれをもとにしたYouTubeアニメ。本作はいわゆる「都市伝説」を扱ったコンテンツであり、SCP財団に投稿された作品も何作か取り上げられている。
- 大迫力!異常存在SCP大百科

2023年に西東社から発売された、SCP財団の世界を解説した朝里樹による児童書。
- SCPハンター シャイガイを確保せよ!

2024年にポプラキミノベルから発売された、黒史郎による児童向け小説。
- 世にもふしぎなSCPガチャ!

2025年に講談社・青い鳥文庫から発売された、作：にかいどう青、絵：東京モノノケによる児童向け小説。

## 評価
SCP財団は概ね好意的な評価を受けている。言及の多くは不気味さや恐怖といったものや、科学的な簡素で画一的な調子といったジャンルの作風について触れているものが多い。一部からは悪ふざけやからかうような空気を含むことを指摘されている。また、他のホラーコンテンツなどと比較して評価されることも多い。
CNETのMichelle Starrはシリーズに共通する不気味さを賞賛した。Gavia Baker-Whitelawはデイリードットにてその独創性を賞賛し、「インターネットで最も独特で魅力的なホラー作品」と表現した。彼女はSCP記事には過剰な残酷表現がめったに含まれていない点を指摘しており、多くの場合その恐怖が確立されるのは詳細が書き込まれているからだけではなく、むしろ報告書が「実用的」で「無味乾燥」に書かれているからであると述べている。Lisa SuhayはChristian Science Monitorの記事でその「からかうようなスタイル」を指摘した。
Alex Eichlerはio9の記事で、シリーズの質はまちまちでいくつかの報告書は退屈で繰り返しが多いと指摘した。一方、彼はSCP財団が過度に雰囲気を暗くせず、楽天的な報告書も多く含まれている点を賞賛した。さらに、彼は報告書が多種多様なコンセプトを扱っている点を賞賛し、SCP財団はあらゆる種類の読者に訴えうる著作を含んでいると指摘した。
Winston Cook-WilsonはInverseの記事で、SCP財団とアメリカの作家ハワード・P・ラブクラフト（1890-1937）の著作を比較した。ラブクラフトと同じく、SCP財団の事件簿は多くの場合アクションシーンを欠いており疑似科学的な調子で書かれている。ラブクラフトとSCP財団の作品は共通して、科学的な調子と語られている物語の不安を誘う恐ろしい性質が分離しているゆえの緊張によって優れたものになっているとCook-Wilsonは主張した。
Bryant Alexanderは著作The New Digital Storytellingの中でSCP財団のユーザーベースが文学的コンテンツを制作する大規模で循環的なプロセスによって、SCP財団はおそらく「wikiによるストーリーテリングにおける最も先進的な成果」となっていると述べた。
4Gamer.netの早苗月 ハンバーグ食べ男は、財団の本部や各支部のウェブサイトから、国柄や時代性が見えて面白いと評価している。
SF書評家である橋本輝幸はボルヘスやレムの著作、クトゥルー神話といった既存創作との類似性を指摘した上で、SCPはより簡素に画一的であり、ときに悪ふざけ性を内包すると述べている。